# Talabard

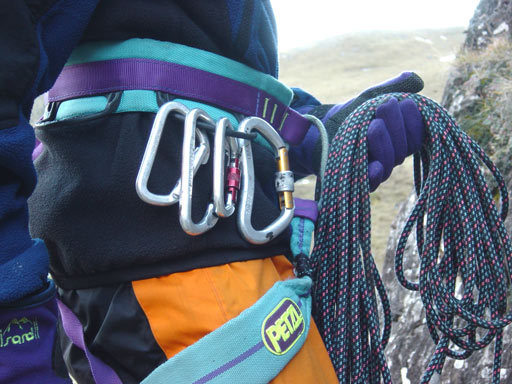
Talabard d'escalada. És format per tres anelles lligades entre elles: una per a la cintura i una altra per a cada cuixa.

El talabard és un cinturó dut per a penjar-hi l'espasa o el sabre, sigui directament o mitjançant beina, i com a opció alternativa al baldric, que es porta a l'espatlla i que era un ornament privatiu de la noblesa. A l'exèrcit era part de l'equipament individual (sobretot entre la tropa de cavalleria i l'oficialitat), fins que s'hi adoptaren cinyells polivalents de nou tipus. En aquesta accepció, el català talabard equival a l'anglès sword belt; a l'espanyol talabarte; al francès ceinture porte-épée; al portuguè s talabarte, talim o cinturão para sabre; etc. El mot és d'origen occità, talabart, que significava «pavès, escut gran que cobreix tot el cos».
Per extensió, el terme talabard s'utilitza per al corretjam cenyit al cos per a afixar el paracaigudes o les cordes per al ràpel que serveix d'equipament de protecció individual. Generalment és constituït per material tèxtil que s'ajusta a la cintura, les cuixes i el pit d'una persona a fi de proveir un lloc de subjecció segur i ergonòmic. N'existeixen variants com el talabard antigir i el talabard antiengarrotament. En aquesta accepció, talabard és sinònim d'arnès.
El talabard o arnès de seguretat s'utilitza en activitats i esports en què és possible la caiguda vertical, com ara l'escalada, l'alpinisme, l'espeleologia, el paracaigudisme i els treballs en altura (per exemple, al sector de la construcció). En àmbits esportius és conegut a tot el món pel nom de baudrier pel seu origen alpinístic, tot i que aquest terme no està acceptat en català i el seu ús va a la baixa.
N'existeixen dues classes:

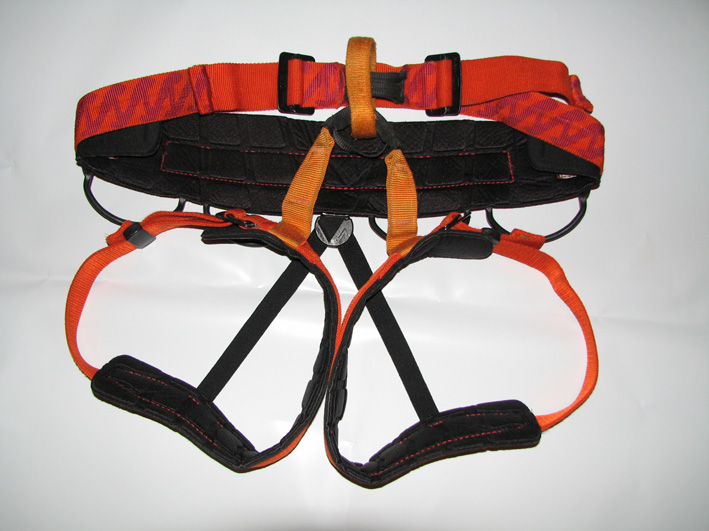
Arnès de cintura

- De cintura, que són els més populars, per la seva facilitat d'ús i suficient eficàcia. Es fixen al punt de suport (per exemple la corda) per la vora superior de la banda davantera (o sigui, per la panxa de l'emprador). Els d'escalada acostumen a ser d'aquest tipus, excepte els arnesos per a infants, que han de ser obligatòriament de cos sencer.
- De cos sencer, que, a més d'un talabard de cintura i cuixes, n'incorpora un altre a l'altura del pit i les espatlles. Són més incòmodes d'utilitzar però ofereixen una gran seguretat, ja que respecten al màxim la integritat física de l'individu assegurat. Els talabards de cos sencer es poden fixar al punt de suport de dues maneres (segons el model):
  - Pel pit. És la disposició més usual en els arnesos d'espeleologia, atès que és la posició més còmoda en situacions en què cal romandre penjat sovint al talabard, i a més facilita la manipulació de la fixació.
  - Per l'esquena. És la forma usual en arnesos que tenen funció solament preventiva, en què la persona sols restaria penjada en cas d'accident. El seu avantatge és que en restar la corda a l'esquena fa molta menys nosa per a moure's i treballar.

S'utilitza també en activitats en les quals és necessària una adhesió correcta i contínua a un cert suport: paracaigudisme, el vol en ala de pendent, la planxa de vela o la davallada en ràpel).
Els professionals que realitzen treballs en altura (electricistes, instal·ladors, manobres) fan anar un talabard adaptat a les seves necessitats. El talabard de seguretat es fabrica i comercialitza per a cadascun dels usos possibles i cadascun d'aquestos usos comporta un disseny i unes característiques pròpies. Les característiques generals comunes són: gran resistència a l'abrasió i a la tensió, lleugeresa i adaptabilitat al cos.

## Utilització
L'arnès d'escalada té un anell que uneix la part del cinturó amb les dels camals, conegut com a anella ventral. Aquí és on l'escalador es lliga la corda, habitualment amb el nus de vuit —tot i que poden ser d'altres—, i la baga d'ancoratge. A mesura que ascendeix per la via, va passant la corda per les cintes exprés que pengen dels punts d'assegurança o que posa ell mateix en cas que no hi siguin i finalment, en arribar al final del recorregut, la passa per la reunió. El seu company d'escalada, que en aquesta situació fa la funció d'assegurador, passa la corda per un dispositiu de seguretat (un descensor o davallador), lligat també a l'anella ventral del seu arnès. En cas de caiguda, el descensor frenarà la corda o bé automàticament o bé gràcies a la seva adequada manipulació per part de l'assegurador.
La baga d'ancoratge, per la seva banda, serveix perquè l'escalador es lligui a algun dels punts d'assegurança de la paret en cas que vulgui descansar o hagi de fer alguna maniobra.
Els arnesos acostumen a tenir anelles portamaterial en els laterals i en la part posterior del cinturó. Com el seu nom indica, serveixen per penjar-hi material divers, com les cintes exprés, mosquetons, friends o els tascons, entre d'altres. La resistència d'aquestes anelles està pensada per carregar-hi el pes d'aquest material i no el d'una persona. Per això no s'han de fer servir en cap cas com a punts des dels quals lligar-se la corda o assegurar un company.

## Seguretat
- Verifica que el talabard compta amb l'etiqueta de seguretat de la Unió Internacional d'Associacions d'Alpinisme (UIAA). Aquesta etiqueta significa que l'equip compleix els requisits de seguretat de la norma UIAA. Actualment, la UIAA acredita més de 2.000 etiquetes de seguretat de més de 70 fabricants d'arreu del món.[9]
- La corretja de la cintura de l'arnès ha de quedar per sobre de les crestes ilíaques (protuberàncies del maluc), perquè en cas de caiguda l’escalador no es pugui escolar si es capgira.
- És bo revisar amb regularitat les costures de l’arnès per comprovar que estan en perfecte estat, sobretot les parts que tenen fricció amb la corda.
- L’arnès es pot netejar amb aigua tèbia o amb aigua i detergent neutre.
- Cal utilitzar l'arnès dissenyat per a l'activitat específica que tenim previst practicar i ha d'anar-nos bé de talla. En cas contrari, pot provocar-nos lesions o no oferir-nos la seguretat esperada.
- Val la pena invertir en un bon arnès, ja que forma part de la cadena de seguretat. Un bon arnès sempre absorbirà millor la força de l’impacte, fet que ens protegirà de futures lesions.

## Història

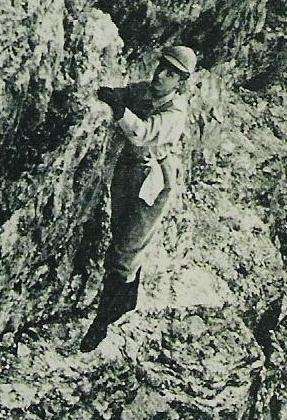
Immink a Kleine Zinne, 1893

La invenció de l'arnès d'escalada s'ha atribuït a Jeanne Immink, una escaladora holandesa a finals del segle xix. Alguns dels primers arnesos d'escalada van ser ideats al Regne Unit a principis dels anys 60 per Alan Waterhouse, Paul Seddon i Tony Howard, que van formar els fabricants d'equips d'escalada Troll. Un arnès dissenyat per l'escalador britànic Don Whillans va ser fet per Troll per a l'expedició Annapurna South Face de 1970. Va entrar en producció en massa poc després i aviat es va fer popular a tot el món.
L'arnès de cintura va ser inventat a la dècada de 1960 pels escaladors de Yosemite. La primera innovació va ser el cinturó Swami, que tenia múltiples llaços de corretges al voltant de la cintura. Després va arribar ràpidament el Swami Seat, un arnès de cintura lligat amb una corretja revelat al món de l'escalada a través d'un article a la revista Summit a mitjan anys 60, que incloïa camals i un bucle de cintura integrat. Un cop es va crear l'arnès de cintura, els proveïdors d'equips d'escalada van començar a fabricar-los amb costures en lloc de nusos.